# مطار ناغكو داغرينغ
مطار ناغكو داغرينغ (بالصينية: 那曲达仁机场) هو مخطط لمطار من شأنه أن يخدم Seni في ناغكو من التبت. وإذا بني فسيكون أعلى مطار في العالم في 4,436 متر (14,554 قدم)، متجاوزا مطار داوجينغ يادينغ بوصفه الأعلى. المطار جزء من خطة الحكومة الصينية التنموية لبناء 97 مطارا في جميع أنحاء الصين بحلول عام 2020. من ثم، فإن السلطات تنوي أن أربعة أخماس سكان الصين سوف تكون على بعد 90 دقيقة بالسيارة من المطار.